# Vörå
Cet article concerne la ville actuelle. Pour l'ancienne municipalité, voir Vörå (ancienne municipalité).
Vörå (finnois : Vöyri) est une municipalité de Finlande. En 2011, elle a été créée par fusion des municipalités de Vörå-Maxmo et Oravais. Elle est située dans la région d'Ostrobotnie.